# Å (Nordland)
Å (uitspraak: [oː]), voluit Å i Lofoten genoemd, is een oud vissersdorp met ongeveer 250 inwoners in de gemeente Moskenes, fylke Nordland, Noorwegen. Å ligt aan de zuidwestkant van Moskenesøya, een van de vele eilanden van de Lofoten.
De visserij vormde de traditioneel de belangrijkste bron van inkomsten, in het bijzonder het vissen op kabeljauw. De verdere verwerking hiervan naar stokvis en traan lag hier in het dorp, maar toeristen dragen steeds meer bij aan het lokale inkomen. In het 'centrum' van Å zijn twee musea, het Stokvismuseum van Lofoten en het Noors Vissersdorpmuseum.
Å is te bereiken op verschillende manieren, met de veerboot vanaf Moskenes of via de in 1992 geopende Europese weg 10 over Sørvågen, die ook wel de Weg van Koning Olaf wordt genoemd. De weg begint hier en eindigt in Luleå in de Zweedse regio Norrbotten.

## Weetjes
- Å betekent rivier in veel Noorse dialecten, net als in het Zweeds en het Deens (In het Nederlands: Aa.)

## Zie ook

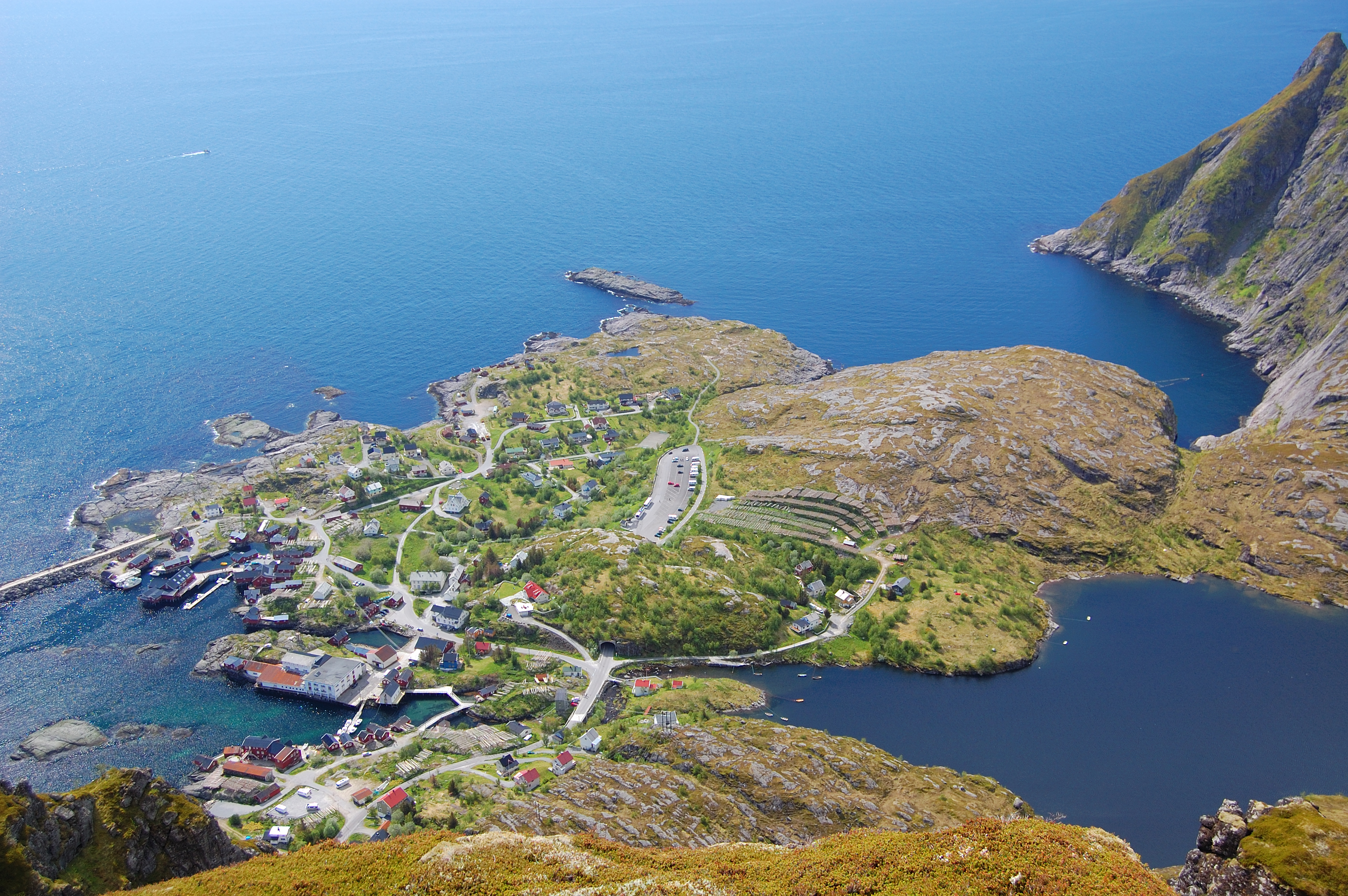
Å, Moskenes
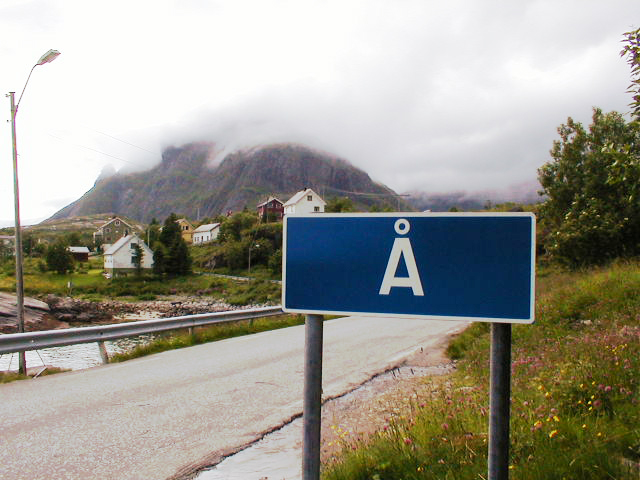
Het vaak gestolen kombord van Å
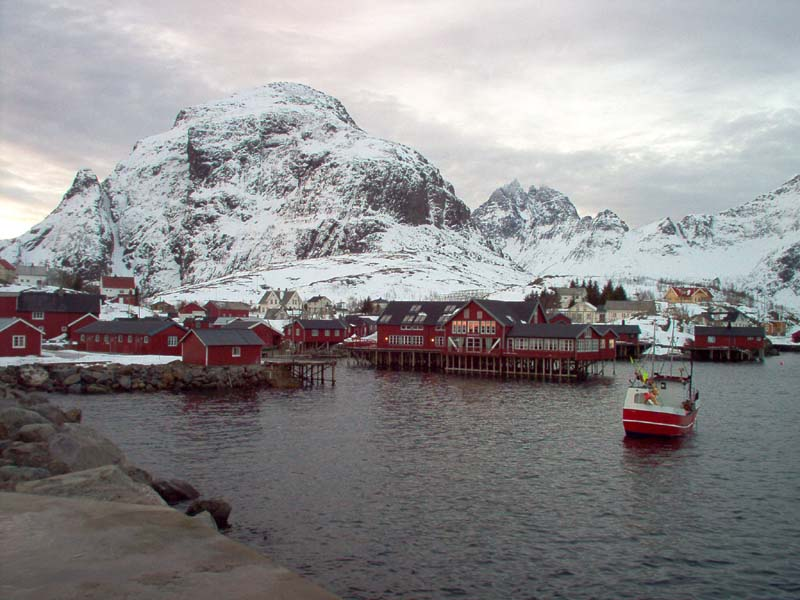
Å
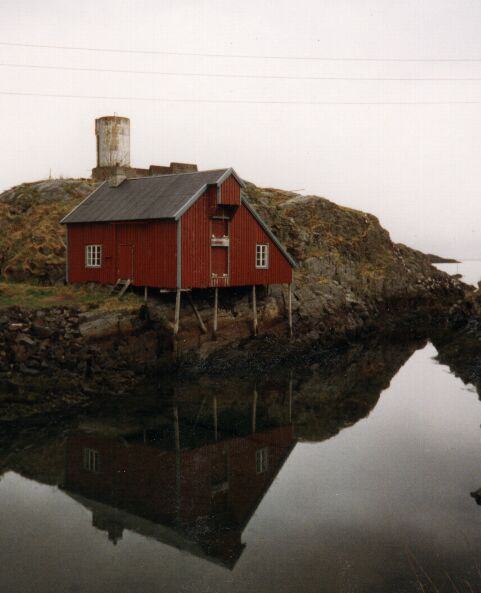
Traanstomerij te Å.
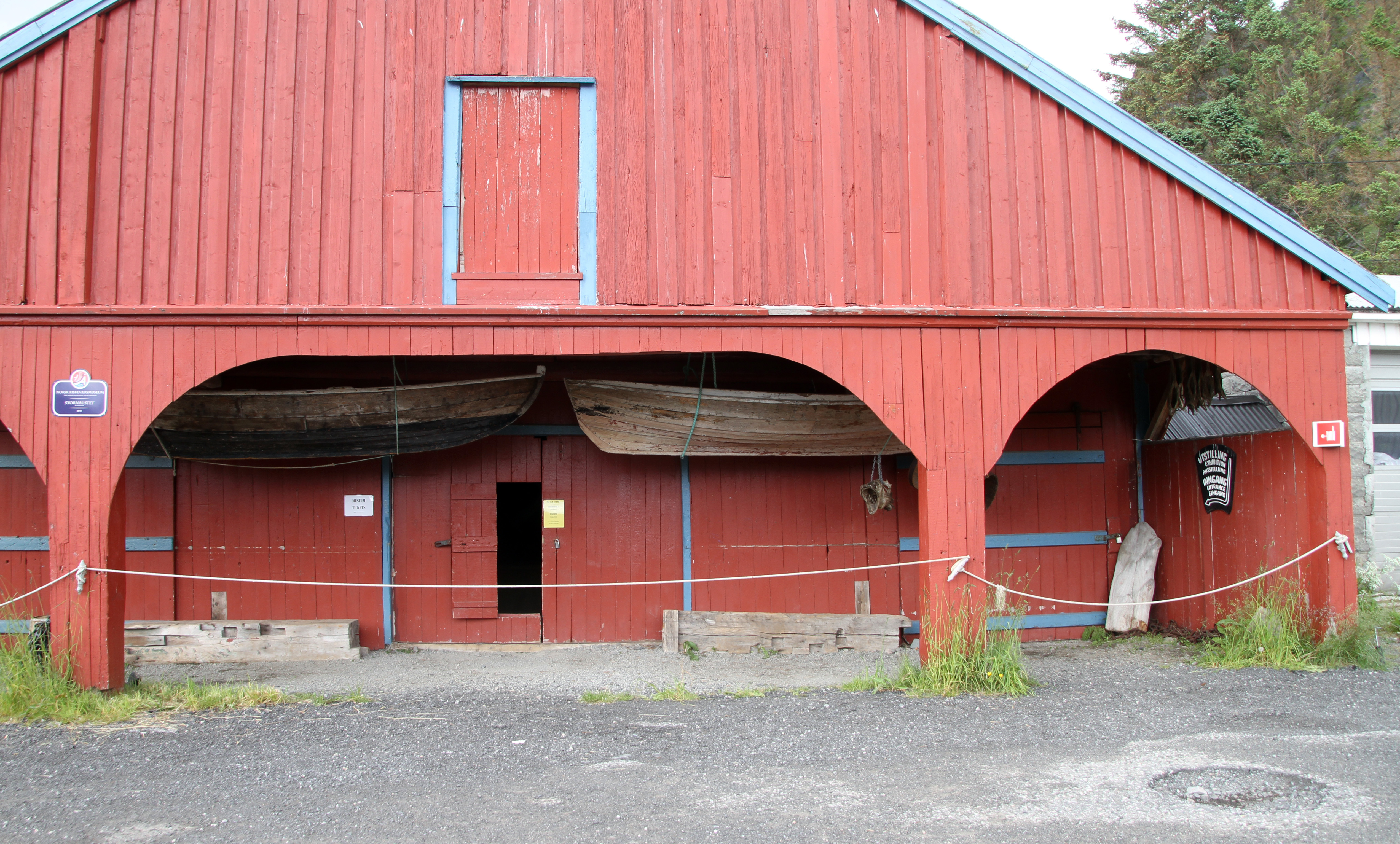
Noors Vissersdorpmuseum
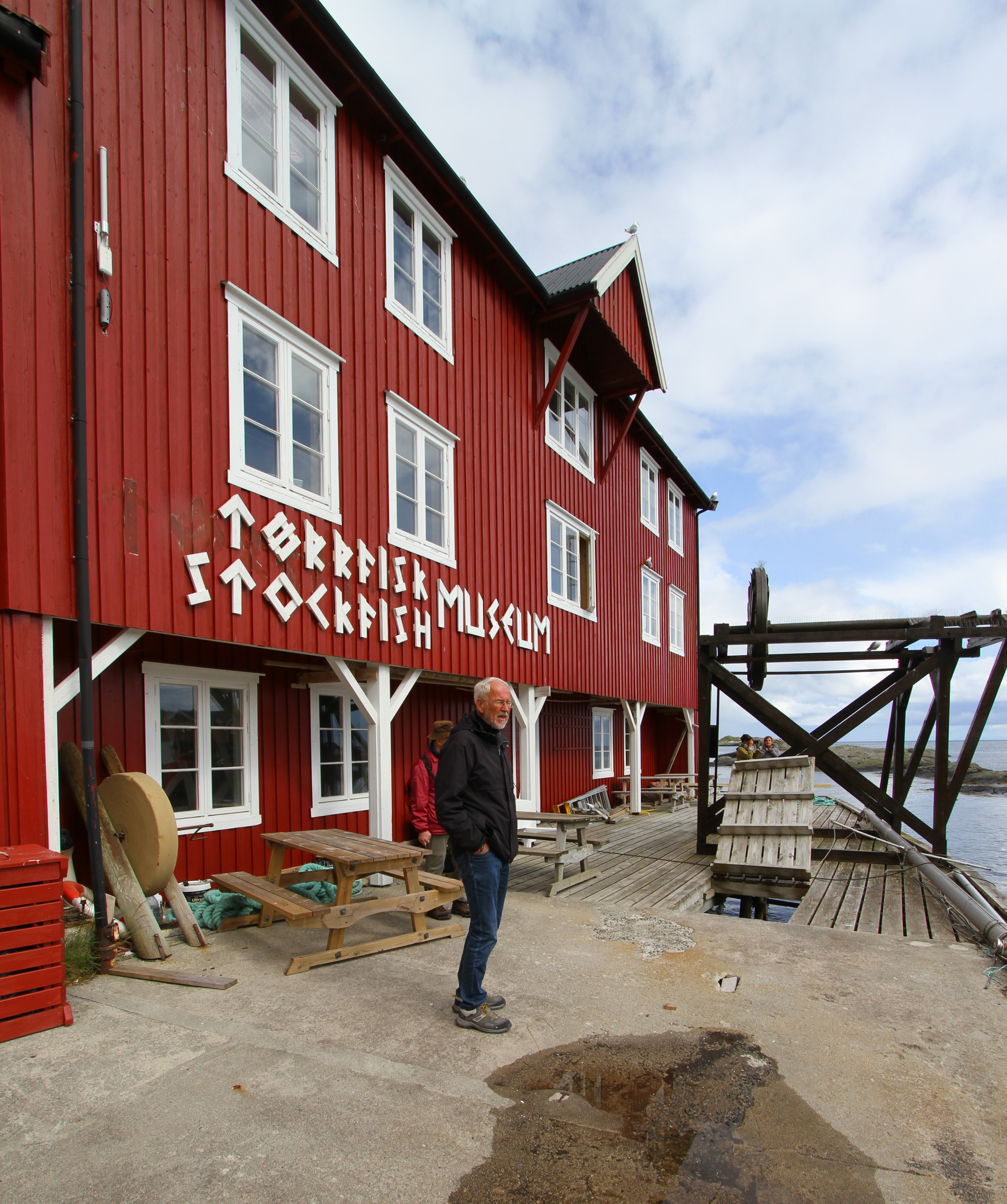
Stokvismuseum van Lofoten